# Pfählertsgraben
Der Pfählertsgraben ist ein linker Zufluss des Rückersbachs im unterfränkischen Landkreis Aschaffenburg im bayerischen Spessart.

## Geographie

### Verlauf

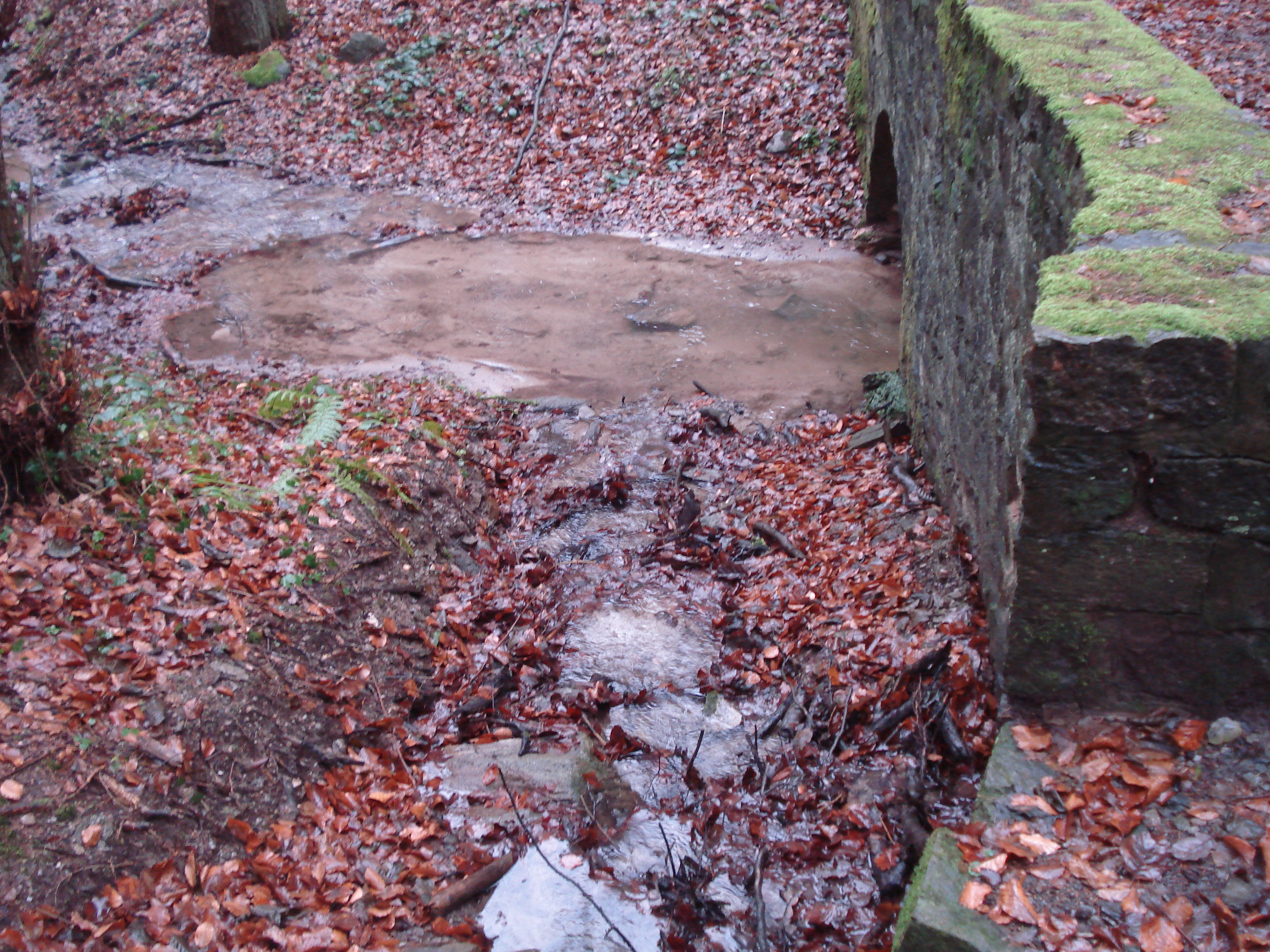
Der Pfählertsgraben (vorne) mündet in den Rückersbach (von rechts nach links)

Der Pfählertsgraben entspringt auf einer Höhe von 307 m ü. NHN nordwestlich von Steinbach auf der Gemarkung von Mainaschaff am Rande der Flurbucht Pferdhaupt. 
Er fließt in erst westlicher Richtung durch sein sich schnell eintiefendes Tal, nimmt dabei zwei kurze Zuflüsse von 0,2 km und 0,3 km von links auf, dreht dann auf Nordwestkurs und mündet schließlich auf einer Höhe von 183 m ü. NHN in der Rückersbacher Schlucht von links in den Rückersbach.
Der Pfählertsgraben hat eine Länge von etwa 1,1 km, auf deren größtem Teil ihn ein Waldweg begleitet. 
Der Lauf des Pfählertsgrabens endet ungefähr 124 Höhenmeter unterhalb seiner Quelle, er hat somit ein mittleres Sohlgefälle von circa 11 ‰.

### Einzugsgebiet
Das etwa 0,5 km² Einzugsgebiet des Pfählertsgrabens  liegt im Spessart und wird durch ihn über den Rückersbach, den Haggraben, den Forchbach, den Main und den Rhein zur Nordsee entwässert.
Es liegt fast zur Gänze im Wald, dessen höchster Punkt wenig außerhalb in der Wiesenflur des Pferdhaupts auf rund 345 m ü. NHN.